# Foteini Vlachou
Foteini Vlachou (Giannina, 1975 – Lisbona, 8 giugno 2017) è stata una storica dell'arte e docente greca, il cui contributo accademico ha avuto luogo tra quel paese e il Portogallo.
Ha esaminato l'arte nella periferia e ha contribuito a ripensare gli orizzonti della disciplina della storia dell'arte oltre le categorie di centro, canone e nazione, essendo stata fondatrice e coordinatrice dell'International Research Network "Art in the Periphery" tra il luglio 2013 e fino alla sua morte nel 2017.

## Percorso
Con un background tra la Grecia e il Portogallo, e specializzata nella storia dell'arte portoghese dei secoli XVIII e XIX, Vlachou si è impegnata nell'attuare il discorso su "arte alla periferia", creando un gruppo di ricerca con questo nome e sfidando la nozione geografica di periferia e proponendola come concetto temporale. Appassionata inoltre di cinema, Vlachou ha tenuto un blog specializzato sull'argomento " I Know Where I'm Going" tra il 2012 e il 2017. 
Foteini Vlachou si è laureata in storia e archeologia all'Università di Giannina in Grecia nel 1997, e successivamente si è trasferita a Creta, dove ha frequentato un master in Storia dell'arte europea all'Università di Creta, completato nel 2003. Durante il suo master, ha ricevuto una borsa di studio dal Centro di Storia dell'Arte "El Greco", presso il FORTH Institute for Mediterranean Studies (Foundation for Research and Technology-Hellas), dove ha diretto il progetto di riflettografia infrarossa dell'Istituto e ha lavorato alla catalogazione digitale della letteratura sul pittore El Greco. Successivamente ha iniziato il suo dottorato in storia dell'arte presso la stessa università, trasferendosi in Portogallo nel 2005.  Con una borsa di studio della Panagiotis and Effi Michelis Foundation, Atene, Grecia,  e successivamente della Fundação de Ciência e Tecnologia (Lisbona), Vlachou ha difeso il suo dottorato all'Università di Creta nel 2013, con una tesi scritta in greco e intitolato Arte nella periferia europea: storia della pittura in Portogallo all'inizio del XIX secolo. 
Tra il 25 e il 29 settembre 2014, nell'ambito del progetto di ricerca interdisciplinare "Attraversare i confini: storia, materiali e tecniche dei pittori portoghesi dal 1850 al 1918. Romanticismo, naturalismo e modernismo" (finanziato dalla Fundação de Ciência e Tecnologia) ha avuto luogo il seminario che Foteini Vlachou ha organizzato un workshop internazionale "Crossing Borders", che si è tenuto presso la Facoltà di scienze sociali e umane della Universidade Nova de Lisboa, presso il Museo Nazionale di arte antica e al Museo Nazionale di Arte Contemporanea del Chiado (MNAC). Questo workshop è apparso come un primo passo verso una necessaria apertura di storiografie nazionali e tradizioni pittoriche di altri paesi, con la partecipazione di esperti riconosciuti nel settore e invitati a condividere le proprie conoscenze sulla pittura del XIX secolo e problemi teorici e metodologici riscontrati nelle proprie ricerche. A questo incontro, Foteini Vlachou presentò il suo contributo, "'Natural, Naturalismo, Nacional': pittura della natura portoghese durante il diciannovesimo secolo", parte del suo progetto di ricerca "Storia della pittura, monarchia e impero in Portogallo, 1799 ca. -1807", finanziato con la borsa di ricerca per stranieri, Fundação Calouste Gulbenkian, Lisbona, Portogallo, conferitale nel 2014 per la pubblicazione di un libro su questo argomento.
Nel 2015, Vlachou ha insegnato le materie "Introduzione alla storia dell'arte" e "Arti non occidentali" del corso di laurea in Storia dell'arte, dopo essere stata convocata come professore visitante dall'Istituto di Storia dell'Arte, FCSH - Universidade Nova de Lisboa. 
Le sue ricerche proseguirono l'anno successivo con il progetto di post-dottorato "Arte e cultura materiale nella penisola iberica e in America Latina 1870-1914: Creazione/Distruzione delle identità nazionali e imperiali", presso l'Istituto di Storia Contemporanea  FCSH - Universidade Nova de Lisbona e finanziato dalla Fundação de Ciência e Tecnologia. Nello stesso anno, Vlachou ha ricevuto una borsa di studio dall'Institute for Cultural Inquiry (ICI) di Berlino, per proseguire le sue ricerche con il progetto "What Time for the Periphery?", Dove propose di analizzare la periferia come concetto temporale. Tuttavia, per motivi di salute, ha dovuto rinunciare a questo progetto, rimanendo a Lisbona e cercando di dare seguito al suo post-dottorato. 
Prendendo come riferimento il lavoro storiografico di Terry Smith, Carlo Ginzburg ed Enrico Castelnuovo (tra gli altri) e adottando il pensiero filosofico di Louis Althusser per definire la sua metodologia, uno dei contributi più importanti di Foteini Vlachou nel mettere in discussione i confini della periferia nel contesto di storia dell'arte è stato pubblicato nel suo articolo Why Spatial? Time and the Periphery (2016). 
Foteini Vlachou ha scritto numerosi articoli pubblicati su riviste e capitoli di libri sull'arte portoghese, questioni di storiografia e ricezione e periferia. Nel suo libro di pubblicazione postumo, The disappointed writer: selected essays, che riunisce una serie di testi già pubblicati, altri pronti per essere pubblicati e altri ancora incompiuti, lo storico dell'arte Terry Smith sottolinea l'importante ruolo da lei svolto, e conclude la sua introduzione, Periphrasis: Provinces, Margins, Peripheries, Centres - Foteini Vlachou and the Decentering of Art history, affermando: "Come dimostra questo libro, Foteini Vlachou ha raccontato la periferia per un periodo, e in maniera brillante. Il fatto che non possa continuare a farlo è una grande perdita, non solo per quelli tra noi che sono stati ispirati da lei, e per l'arte e la teoria nelle periferie, ma anche per la disciplina della storia dell'arte stessa, ovunque e ogni volta sia essa praticata".

## Pubblicazioni
- Figueira de Faria, Miguel; Vlachou, Foteini; Araújo, Agostinho, Henri L'Évêque (1769-1832). Travelling Artist, Universidade Autónoma de Lisboa, Lisbona, 2017. ISBN 9789898410672 .
- Vlachou, Foteini, The disappointed writer: selected essays, Edições do Saguão, Lisbona, 2019. ISBN 9789899994461 .
- Vlachou, Foteini, Portuguese Painting at the End of the Ancien Regime c. 1799-1807 : History, Monarchy and the Empire, London, Routledge, 2021. ISBN 9781472474711 .

## Riconoscimenti
- 2017 - Menzione d'onore al Premio Grémio Literário, insieme ad Agostinho Araújo e Miguel Figueira de Faria, per l'opera Henri L'Évêque (1769-1832), Artista Viajante.[11]
- 2019 - In memoria e omaggio all'opera di Foteini Vlachou nel campo dell'arte, l'Istituto di storia dell'arte (IHA) e l'Istituto di storia contemporanea (IHC) dell'Universidade Nova de Lisboa hanno organizzato la Conferenza internazionale "Art in the Periphery", che si è svolta tra il 14 e il 16 marzo a Lisbona, in Portogallo.[12]